# Düsseldorfer Gedenkorte für Opfer des Nationalsozialismus
Gedenkorte, Mahnmale und Denkmäler, die an die Opfer des Nationalsozialismus erinnern, gibt es in der nordrhein-westfälischen Landeshauptstadt Düsseldorf seit 1946. Teilweise dezentral, erinnern sie wie die Stolpersteine an Einzelpersonen oder verfolgte Gruppen, wie etwa Juden oder Sinti und Roma. Seit 1987 sind zahlreiche Initiativen von der städtischen Mahn- und Gedenkstätte Düsseldorf zur Konzeption solcher Gedenkorte im öffentlichen Raum ausgegangen.
Diese Gedenkorte spiegeln das Bedürfnis nach Auseinandersetzung mit der Stadtgeschichte zwischen 1933 und 1945, aber auch die jeweiligen Zeitumstände und Geschichtsbilder ihrer Entstehungszeit wider. Die hier angeführten Orte sind nur eine Auswahl.

## Gedenkstein am ehemaligen Standort der Synagoge (1946)
Der Stein wurde am 9. November 1946 durch Karl Arnold und Vertreter der britischen Militärregierung enthüllt. Er erinnert an die Große Synagoge, die 1904 errichtet worden war und 1938 während des Novemberpogroms zerstört wurde. Er war der erste Gedenkstein dieser Art in einer deutschen Stadt und wurde später durch ein Relief ergänzt, das die Synagoge zeigt und am 9. November 1983 eingeweiht wurde.

## Richtstätte Aktion Rheinland (1957)
Der Ort erinnert an die Aktion Rheinland und befindet sich in Bilk an der Anton-Betz-Straße. Eine kleine Tafel an einem Ziegelmauerstück im Innern weist auf die Mordstelle hin (Inschrift: »Die Richtstätte vom 16. April 1945«). Eine erste Gedenktafel in der Einbuchtung der Einfassungsmauer aus dem Jahre 1957 wurde 1965 erneuert. Sie lautet: „Am 16. April 1945 fielen auf diesem Gelände für die Befreiung der Stadt Düsseldorf von der nationalsozialistischen Gewaltherrschaft die pflichtbewussten Bürger Oberstleutnant der Schutzpolizei Franz Jürgens · Theodor Andresen Karl Kleppe · Josef Knab · Hermann Weill Unsere Liebe – Ihr Lohn.“ Am 16. April 2014 wurde eine neue deutsch-englische Gedenktafel enthüllt, die von Berufsschülern des Franz-Jürgens-Berufskollegs entworfen wurde. Die Richtstätte wurde am 31. Mai 2016 in die Denkmalliste der Stadt Düsseldorf eingetragen.

## Drei Nornen (1958)

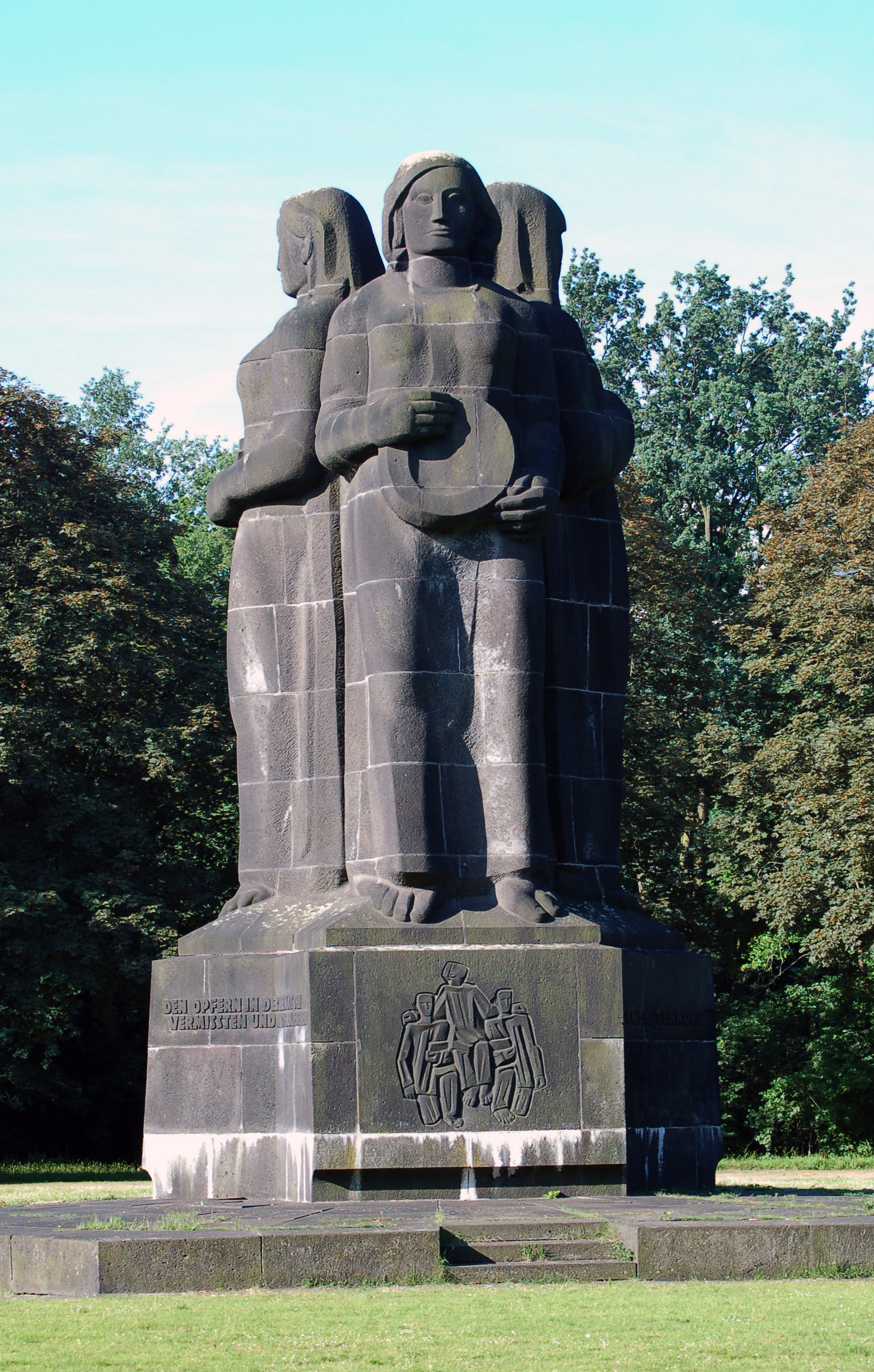
Mahnmal Drei Nornen auf dem Nordfriedhof in Derendorf

Das Mahnmal „Drei Nornen“, konzipiert und erbaut 1954 bis 1958 von Jupp Rübsam, Ulrich Wolf und Willy Tapp für die Opfer des Feldes, der Heimat und des politischen Terrors, steht auf dem Nordfriedhof. Das Denkmal wurde an der Stelle errichtet, an der von 1931 bis 1946 das Schlageter-Nationaldenkmal von Clemens Holzmeister stand, welches auf Beschluss der Düsseldorfer Stadtverordnetenversammlung abgerissen worden war. In der nordischen Mythologie sind die Nornen Schicksalsgöttinnen.

## Gedenktafel „Denkmal der 39er“ (1978)

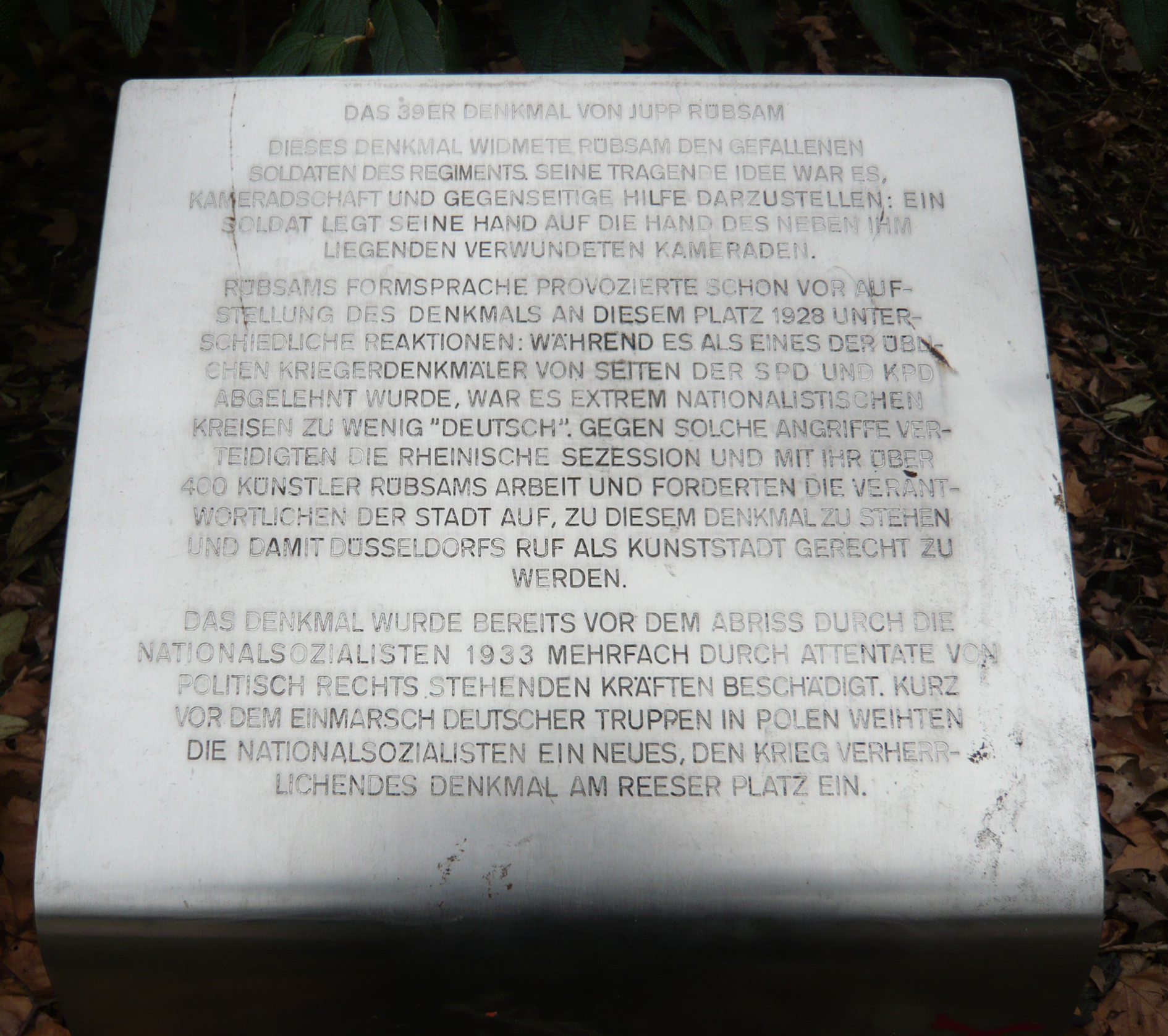
Gedenktafel Denkmal der 39er

Dieses Denkmal, das heute fragmentarisch im Bereich des Düsseldorfer Ehrenhofs aufgestellt ist, widmete Rübsam den Gefallenen des Niederrheinischen Füsilier-Regiments Nr. 39. Seine tragende Idee war es, Kameradschaft und gegenseitige Hilfe darzustellen: Ein Soldat legt seine Hand auf die Hand des neben ihm liegenden Verwundeten Kameraden. Rübsams Formensprache provozierte schon vor Aufstellung des Denkmals 1928 unterschiedliche Reaktionen: Während es als eines der üblichen Kriegerdenkmäler von Seiten der SPD und KPD abgelehnt wurde, war es extrem nationalistischen Kreisen zu wenig „deutsch“. Gegen solche Angriffe verteidigte die „Rheinische Sezession“ und mit ihr über 400 Künstler Rübsams Arbeit und forderten die Verantwortlichen der Stadt auf, zu diesem Denkmal zu stehen und damit dem Ruf Düsseldorfs als Kunststadt gerecht zu werden. Das Denkmal wurde bereits vor dem Abriss durch die Nationalsozialisten 1933 mehrfach durch Attentate von politisch rechts stehenden Kräften beschädigt. 1939 ließ der Denkmalausschuss des Niederrheinischen Füsilier-Regiments Nr. 39 ein anderes Kriegerdenkmal nach einem Entwurf von Richard Kuöhl errichten.
1978 wurde von der Stadt Düsseldorf in der Nähe der Tonhalle der Torso aus der Skulptur und die Gedenktafel aufgestellt.

## Gedenkstelle für Karl Schwesig (1982)
Initiiert durch Carl Lauterbach wurde auf dem Golzheimer Friedhof in Düsseldorf-Pempelfort ein Gedenkstein für Karl Schwesig errichtet, der zugleich aber auch an die verfolgten Düsseldorfer Künstler Franz Monjau, Julo Levin und Peter Ludwigs erinnert, die allesamt dem Kontext der Düsseldorfer Kunstakademie zuzurechnen sind und deren Kunst während der NS-Zeit als „entartet“ galt.

## Gedenktafel für politisch Verfolgte in Gerresheim (1986)
In Gerresheim wurde am 22. November 1986 an dem Jugendhaus neben dem Hochbunker „Heyebad“, Torfbruchstraße 350, eine Bronzetafel angebracht, die an die Widerstandskämpfer aus dem Glashüttenviertel, ehemals eine Hochburg des Arbeiterwiderstands, erinnert. Sie ist dem Gedenken aller gewidmet, »die Leid ertragen mussten«. „Die Inschrift heißt: Zu Ehren der Opfer des Naziregimes 1933 bis 1945“.

## Mahn- und Gedenkstätte der Landeshauptstadt Düsseldorf (1987)
Die Mahn- und Gedenkstätte Düsseldorf befindet sich im historischen Stadthaus. Sie wurde am 17. September 1987 eröffnet, zeigt eine Dauerausstellung und ist Veranstaltungsort.

## Gedenktafeln (1980er Jahre)

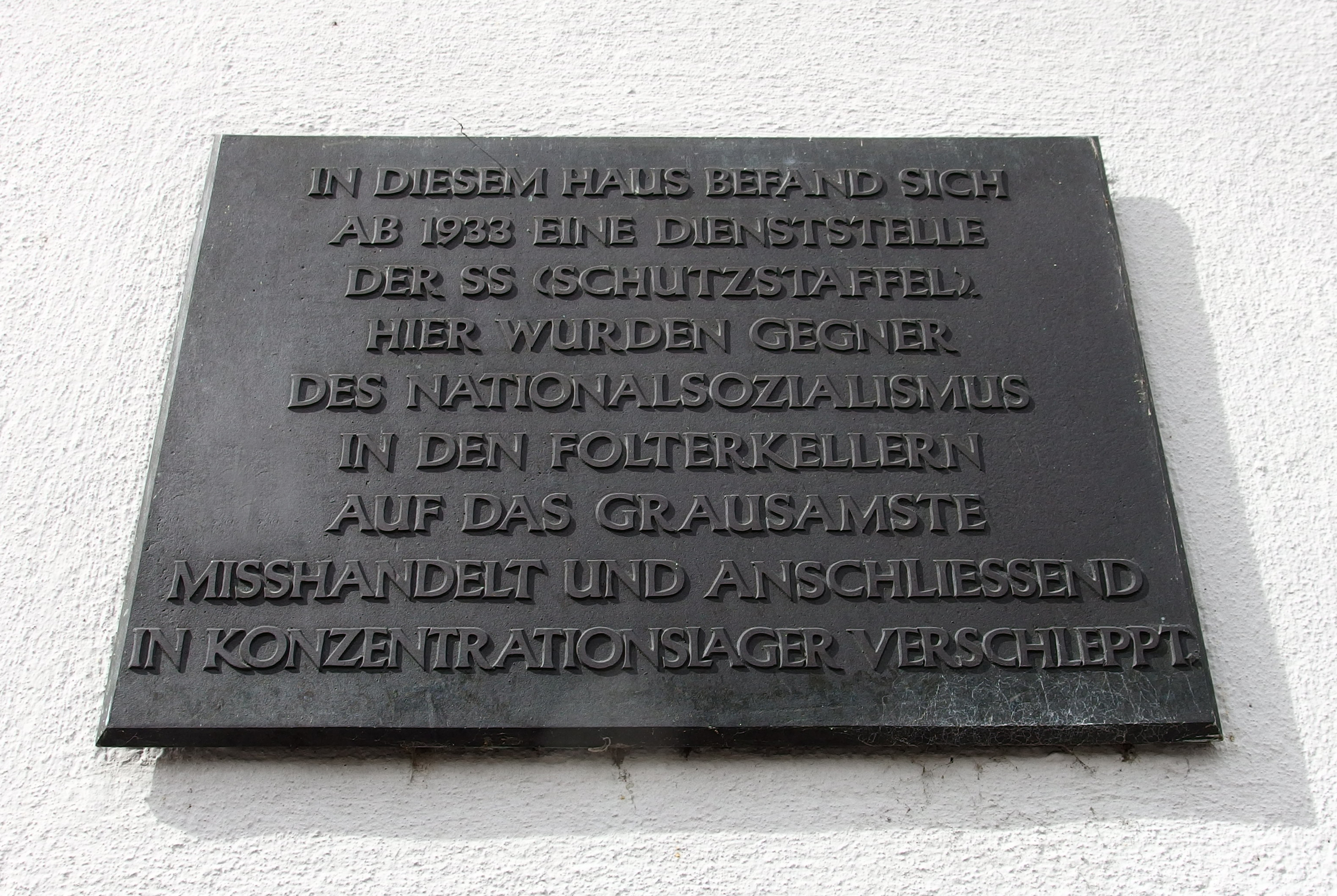
Gedenktafel SS Folterkeller, Reuterkaserne 1

Mitte der 1980er Jahre wurden zahlreiche bronzene Gedenktafeln angebracht, so etwa an der Schlachthofmauer Rather Straße (Sammelort der deportierten Juden), an der Reuterkaserne (SS-Foltergefängnis), am Stadthaus an der Mühlenstraße (Polizeipräsidium bis 1934) oder in der Nähe des Schlegelkellers.

„In diesem Haus befand sich ab 1933 eine Dienststelle der SS (Schutzstaffel). Hier wurden Gegner des Nationalsozialismus in den Folterkellern auf das grausamste misshandelt und anschließend in Konzentrationslager verschleppt.“

## Gedenktafel mit Halbrelief für Hilarius Gilges (1988)

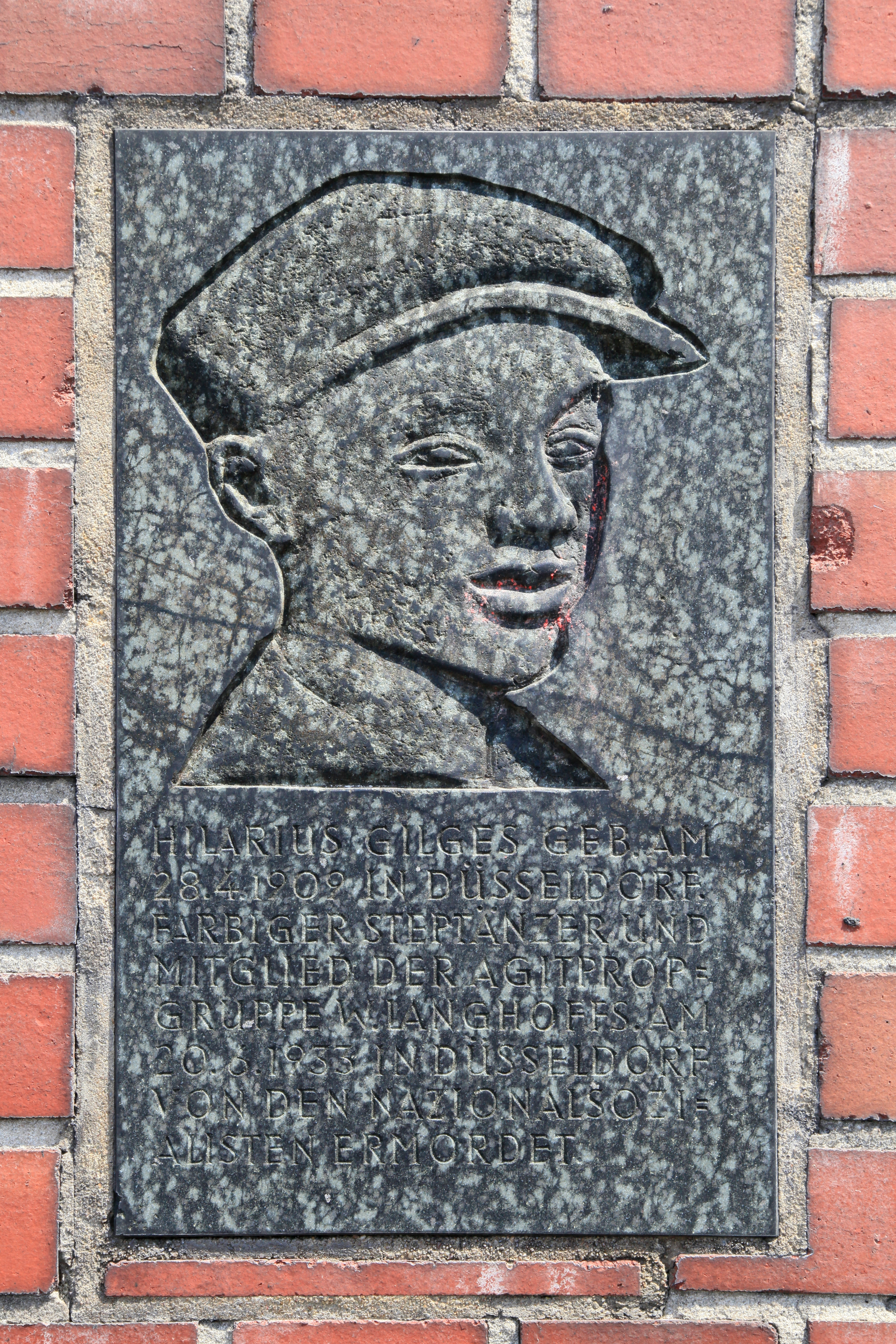
Gedenktafel für Hilarius Gilges

Das Halbrelief, das an die Ermordung des afrodeutschen Hilarius Gilges am 21. Juni 1933 durch die SS erinnert, hängt links neben der Tonhallenpassage (Joseph-Beuys-Ufer). Es wurde von Hannelore Köhler geschaffen. Der Text auf der Gedenktafel lautet:

„Hilarius Gilges, geb. am 28. April 1909 in Düsseldorf.
Farbiger Stepptänzer und Mitglied der Agitprop-Gruppe W. Langhoffs.
 Am 20. Juni 1933 in Düsseldorf von den Nationalsozialisten ermordet.“

Die Gedenkstelle am Tonhallenufer an der Oberkasseler Brücke erinnert seit 2015 an den Ort seiner Ermordung. Am Abend des 20. Juni zerrten ihn SA- und SS-Angehörige aus der Wohnung in der Ritterstraße, in der er mit seiner Frau und zwei kleinen Kindern lebte. Am Rheinufer folterten und töteten sie ihn. Die Täter wurden nie belangt.

## Gedenktafel KZ-Außenlager Stoffeler Kapelle (1988)
Am Stoffeler Kapellenweg 188, Nähe Haus Kolvenbach, macht seit dem 28. Mai 1988 eine Tafel darauf aufmerksam, dass sich hier ein Außenlager des Konzentrationslagers Sachsenhausen befand. Auf der Gedenktafel ist zu lesen: „Von Oktober 1942 bis Februar 1943 befand sich hier ein Außenlager des KZ Sachsenhausen. In Düsseldorf gab es insgesamt sechs Außenkommandos verschiedener Konzentrationslager. Von den 500 Häftlingen dieses Außenlagers am Stoffeler Kapellenweg, die überwiegend zur Trümmerbeseitigung eingesetzt waren, starben mindestens 111. Ihr Tod ist uns Mahnung“.

## Gedenktafel am „Zigeunerlager Höherweg“ (1993)

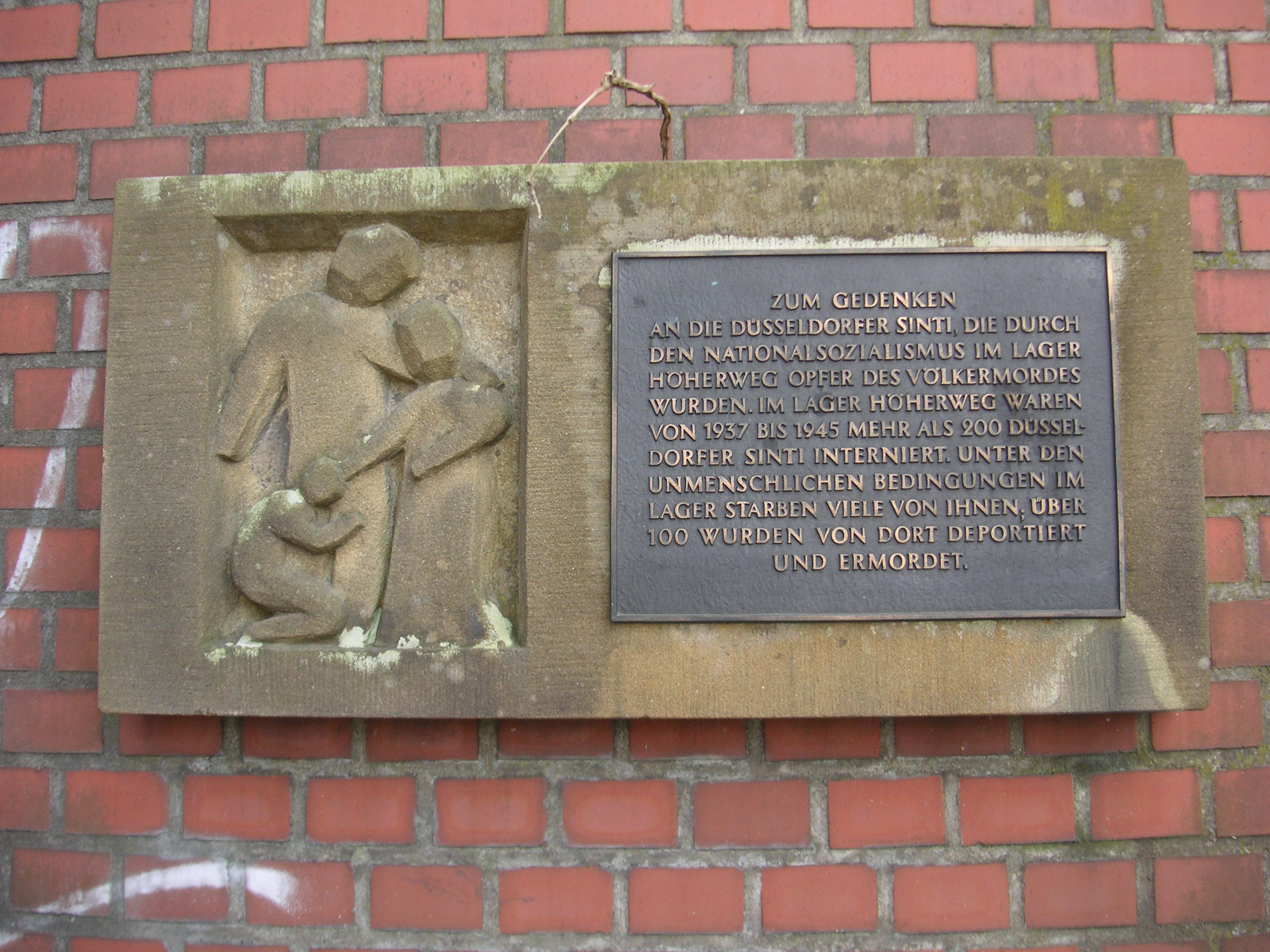
Gedenktafel „Zigeunerlager Höherweg“

Die Tafel am Höherweg/Posener Straße wurde am 5. Juli 1993 anlässlich des 100. Geburtstages von Otto Pankok enthüllt. Der deutsche Künstler und Bildhauer hatte sich Anfang der dreißiger Jahre bis zu ihrer Vertreibung mit den Sinti angefreundet und eng an ihrem Leben teilgenommen. Der Text lautet: „ZUM GEDENKEN AN DIE DÜSSELDORFER SINTI, DIE DURCH DEN NATIONALSOZIALISMUS IM LAGER HÖHERWEG OPFER DES VÖLKERMORDES WURDEN. IM LAGER HÖHERWEG WAREN VON 1937 BIS 1945 MEHR ALS 200 DÜSSELDORFER SINTI INTERNIERT. UNTER DEN UNMENSCHLICHEN BEDINGUNGEN IM LAGER STARBEN VIELE VON IHNEN; ÜBER 100 WURDEN VON DORT DEPORTIERT UND ERMORDET.“

## Gedenktafel „Bücherverbrennung“ (1993)

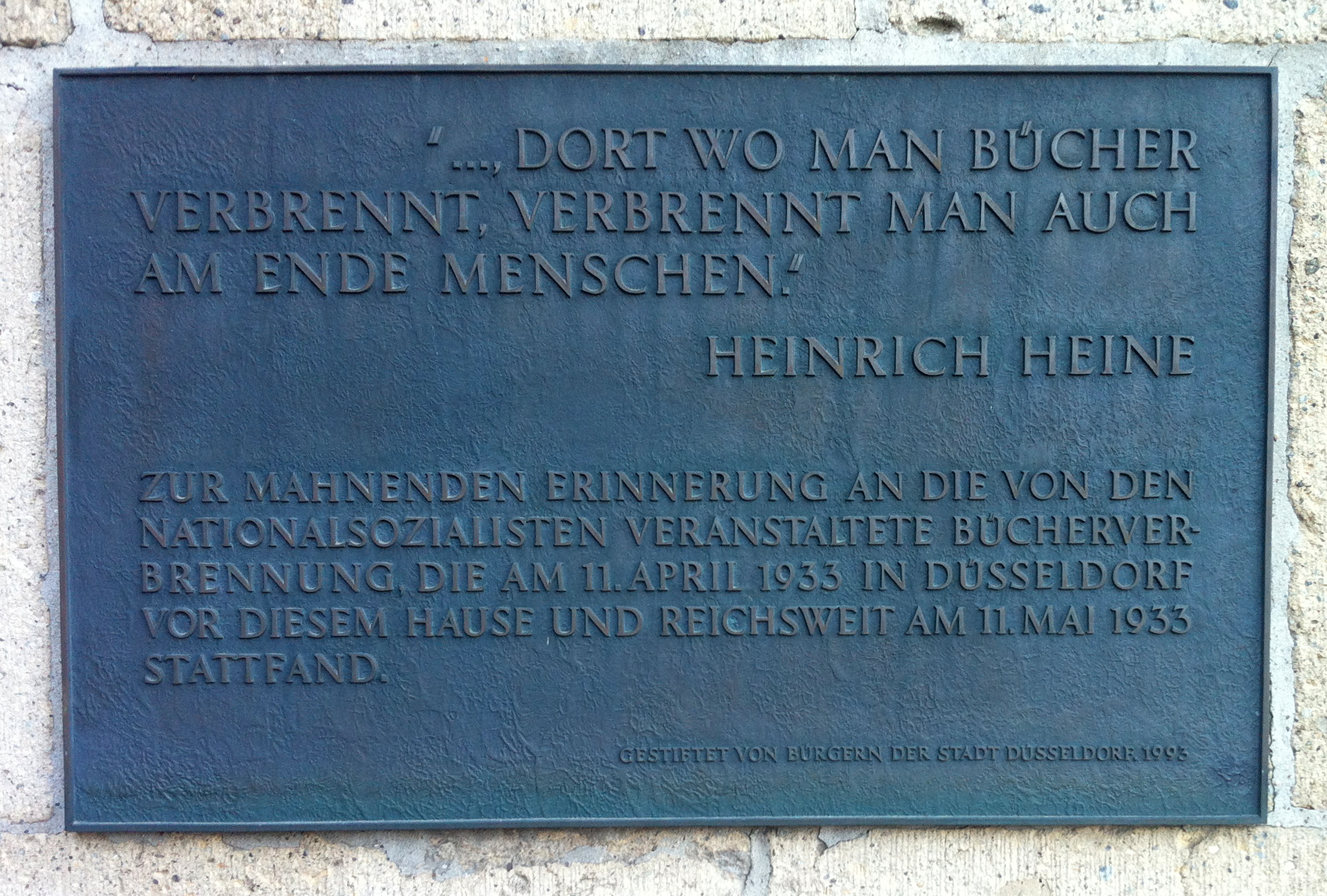

Am 14. Dezember 1993 wurde eine Gedenktafel zur Erinnerung an die Bücherverbrennung in unmittelbarer Nähe der Tonhalle (früher Planetarium), dem historischen Ort der ersten Bücherverbrennung in Düsseldorf am 11. April 1933, enthüllt mit dem Text: „»… dort, wo man Bücher verbrennt, verbrennt man auch am Ende Menschen.« / Heinrich Heine / Zur mahnenden Erinnerung an die von den Nationalsozialisten veranstaltete Bücherverbrennung, die am 11. April 1933 vor diesem Haus und reichsweit am 11. Mai 1933 stattfand. / Gestiftet von Bürgern der Stadt Düsseldorf 1993.“

## Ehrenmal/Ehrengrab für die Widerstandskämpfer vom 16. April 1945 (1995)
Das Ehrenmal auf dem Düsseldorfer Nordfriedhof wurde von Peter Rübsam erschaffen und am 16. April 1995 eingeweiht. Es erinnert an die hingerichteten Widerstandskämpfer der Aktion Rheinland: Franz Jürgens, Theodor Andresen, Karl Kleppe, Josef Knab und Hermann Weill.

## Mahnmal „Ehra oder Kind mit Ball“ (1997)

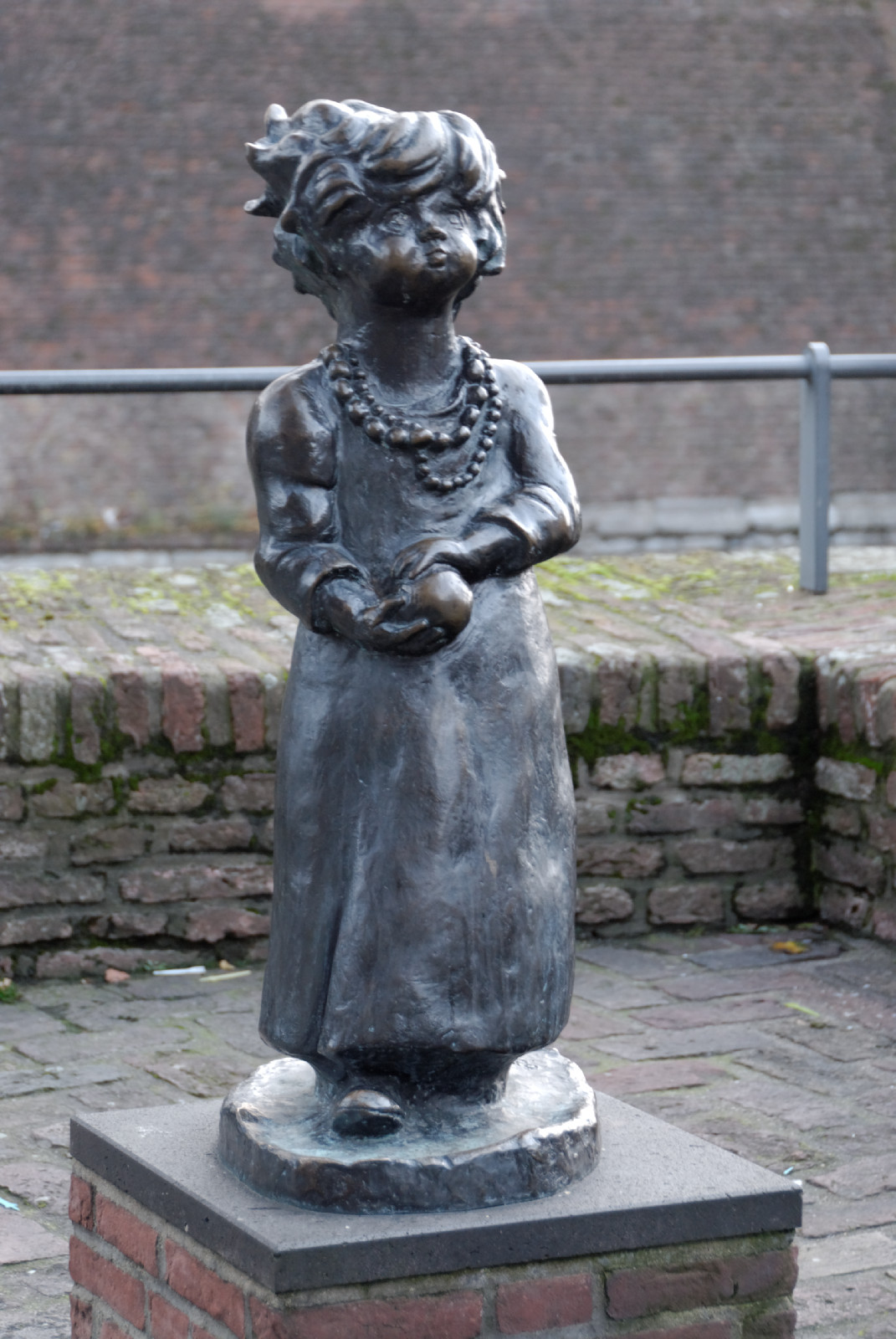
Ehra oder Kind mit Ball in der Carlstadt

Die Skulptur Ehra oder Kind mit Ball von Otto Pankok wurde am 52. Jahrestag der Befreiung von Auschwitz, dem 27. Januar 1997, am Alten Hafenbecken in der Carlstadt aufgestellt. Es erinnert an die Verfolgung und Ermordung der Düsseldorfer Sinti. Die dazugehörige Tafel trägt die Inschrift „Zum Gedenken an die Sinti und Roma, die durch den Nationalsozialismus Opfer des Völkermordes wurden. Diese Figur des Sinti-Mädchens Ehra schuf der Künstler Otto Pankok (1893–1966) zur Erinnerung an die mit ihm befreundeten Düsseldorfer Sinti, von denen über 100 aus dem Lager Höherweg abtransportiert und ermordet wurden. Das Mädchen Ehra selbst gehörte zu den wenigen KZ-Überlebenden.“ Die Einweihung erfolgte unter Anwesenheit von Eva Pankok.

## „Stolpersteine“ (seit 2003)
Zwischen 2003 und März 2010 wurden insgesamt 230 Stolpersteine auf dem gesamten Stadtgebiet durch den Kölner Künstler Gunter Demnig verlegt. Sie erinnern an Einzelpersonen, die von den Nationalsozialisten ermordet wurden und liegen an deren letzten Wohnorten im Bürgersteig – siehe Liste der Stolpersteine in Düsseldorf. Im Juni 2012 wurde ein weiterer Stein für einen jüdischen Anwalt vor dem Oberlandesgericht Düsseldorf verlegt; am 27. Januar 2013 weitere für jüdische Opfer und einen Düsseldorfer Homosexuellen. Ferner am 28. August 2014 sowie im Spätsommer 2015.

## Gedenktafel für Moritz Sommer (2005)
Der jüdische Klempner Moritz Sommer hatte sich bis 1945 erfolgreich vor den Nazis verstecken können. Nur zwei Tage vor Einmarsch der Amerikaner entdeckte ihn eine Heeresstreife und kannte kein Erbarmen. Der 72-Jährige wurde am 16. April 1945 auf dem Oberbilker Markt ohne Prozess gehenkt und zur Schau gestellt. Die Gedenktafel wurde am 14. April 2005 enthüllt. Die Inschrift lautet: „Der 72-jährige jüdische Mitbürger Moritz Sommer wurde am 16. April 1945 auf dem Oberbilker Markt erhängt. Er stand unter dem Verdacht, Deserteuren geholfen zu haben. Eine Heeresstreife führte dieses Verbrechen zur Abschreckung der Bevölkerung aus. Zwei Tage später marschierten amerikanische Truppen in Düsseldorf ein.“

## Büste für Albert Schöndorff (2005)
Am 6. Oktober 2005 weihte die Stadt Düsseldorf offiziell einen Platz vor dem Sitz der Wohnungsbaugenossenschaft Düsseldorf-Ost im Stadtteil Lierenfeld zu Ehren des jüdischen Arbeitgebers, Mitbegründers des Arbeiter-Bauvereins „Freiheit“ sowie Stadtverordneten Albert Schöndorff ein. Im Beisein des Oberbürgermeisters Joachim Erwin und des Vorsitzenden des Zentralrates der Juden in Deutschland Paul Spiegel wurde eine Büste Albert Schöndorffs mit Gedenktafel enthüllt.

## Hartoch-Stele (2007)
Am 12. Oktober 2007 wurde in der Altstadt an der Ecke Flinger Straße/Schneider-Wibbel-Gasse eine zweisprachige Gedenkstele eingeweiht, die an das Düsseldorfer Warenhaus Hartoch erinnert. Das moderne Warenhaus mit Jugendstilfassade und Glaspassage gehörte mit 2500 m² zur damaligen Zeit zu den großen in Europa. Infolge der Weltwirtschaftskrise musste die Familie Hartoch 1932 Konkurs anmelden, der auch durch eine Kooperation mit dem Woolworth-Konzern nicht abgewendet werden konnte. Nur einigen Familienmitgliedern gelang die Flucht vor der nationalsozialistischen Verfolgung ins Ausland.

## Gedenktafel für Kaplan Rossaint (2010)

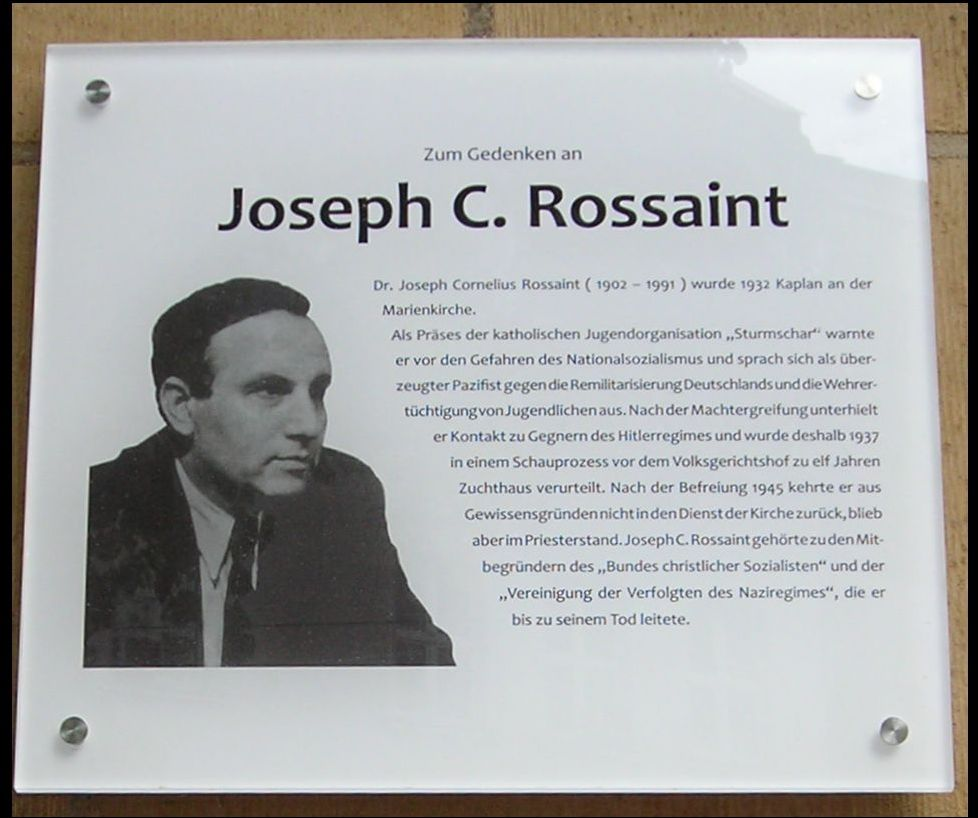
Gedenktafel für Kaplan Rossaint

Auf Initiative der VVN-BdA und der katholischen Kirche Düsseldorf wurde am 28. April 2010 eine Gedenktafel für den Widerstandskämpfer und Kaplan Joseph Cornelius Rossaint an einem Turm der Kirche St. Mariä Empfängnis (Düsseldorf) angebracht.

## Historischer Pfad „Weg der Befreiung“ (2011)

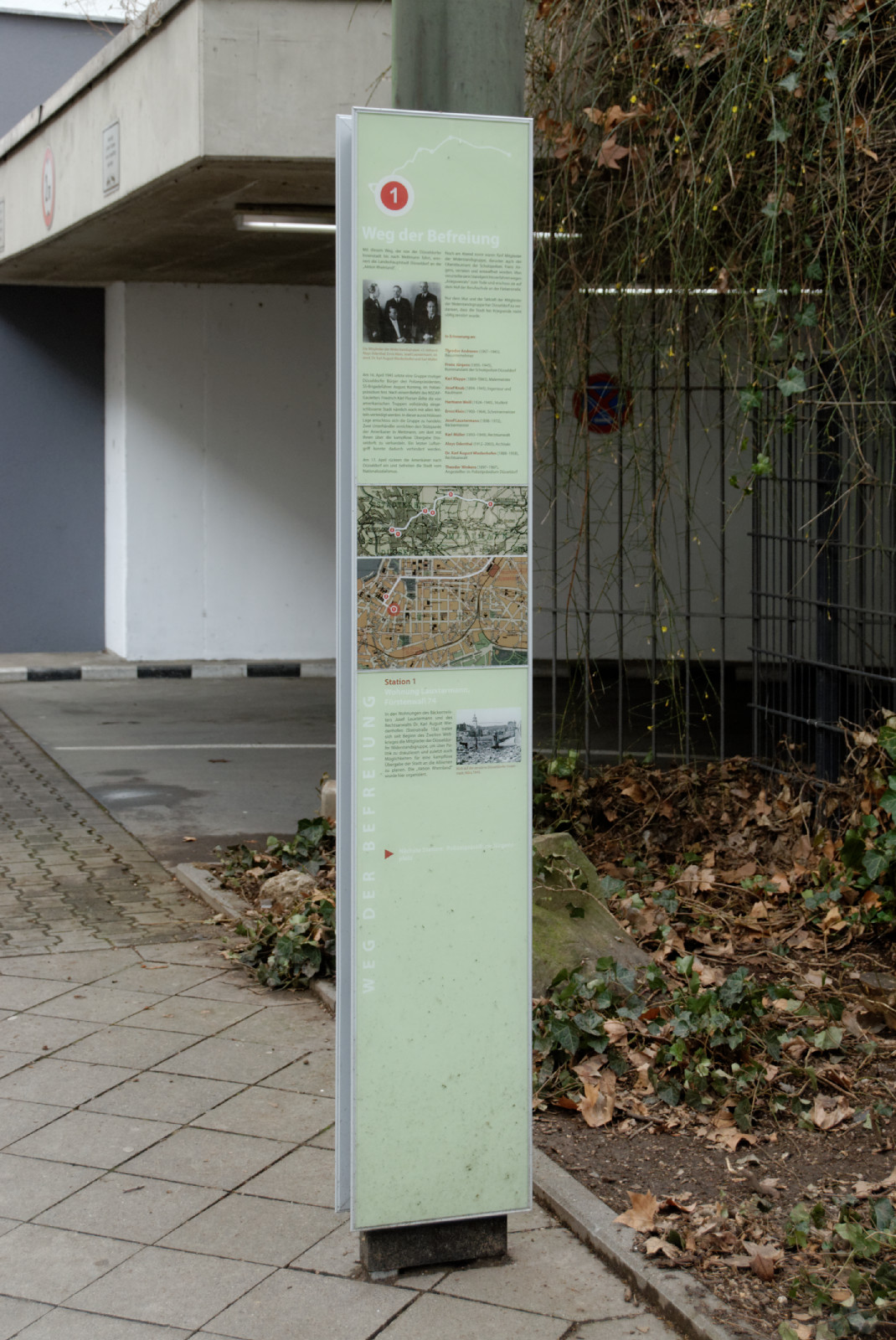
Station 1 des Weges der Befreiung in Unterbilk

Der Weg der Befreiung ist ein Geschichtsprojekt in der Stadt Düsseldorf und in der Kreisstadt Mettmann. Es erinnert an das Kriegsende im rheinisch-westfälischen Raum und an die Befreiung der Stadt Düsseldorf im April 1945 (Aktion Rheinland). Der Weg wurde am 17. April 2011 durch Oberbürgermeister Dirk Elbers eingeweiht.

## Mahnmal am ehemaligen Güterbahnhof (2012)
Am 22. April 2012 wurde südlich der Jülicher Brücke durch Oberbürgermeister Elbers ein Mahnmal in Erinnerung an die Deportationen aus dem Regierungsbezirk (1941–1945) eingeweiht. Dieser „Ort des Gedenkens“ erinnert an die über 6.000 niederrheinische Juden, die über den ehemaligen Güterbahnhof Düsseldorf-Derendorf in nationalsozialistische Ghettos und Lager verschleppt wurden. In den Boden eingelassene Eisenbahnschwellen, Schienenstränge und eine rund 40 Meter lange Stahlwand, die die Namen der Zielorte Litzmannstadt, Minsk, Riga, Theresienstadt, Izbica und Auschwitz trägt, sowie eine Informationsstele bilden am historisch-authentischen Ort ein Ensemble des Gedenkens. Das Mahnmal wird in den Abend- und Nachtstunden beleuchtet. Im weiter südlich gelegenen Bereich an der Schinkelstraße steht eine weitere Informationsstele.

## Stele für Julo Levin (2014)
Am 27. November 2014 wurde am Julo-Levin-Ufer im Medienhafen eine Stele enthüllt, die an Julo Levin erinnert und von der Stiftung Monjau/Levin gestiftet worden war.

## Gedenktafel am Volkshaus Düsseldorf (2015)
Am 2. Mai 2015 wurde auf Initiative des DGB und der Düsseldorfer Jonges eine Tafel am Volkshaus Düsseldorf angebracht, die an die Erstürmung durch SA und SS am 2. Mai 1933 erinnert.

## Stele für Hilarius Gilges (2015)
Die Stele wurde durch Oberbürgermeister Thomas Geisel am 21. Juni 2015, dem 82. Todestag von Hilarius Gilges, an der Stelle enthüllt, an der man 1933 seinen Leichnam gefunden hatte. Die Initiative ging zurück auf die Bezirksvertretung 1.

## Erinnerungsort Alter Schlachthof (2016)

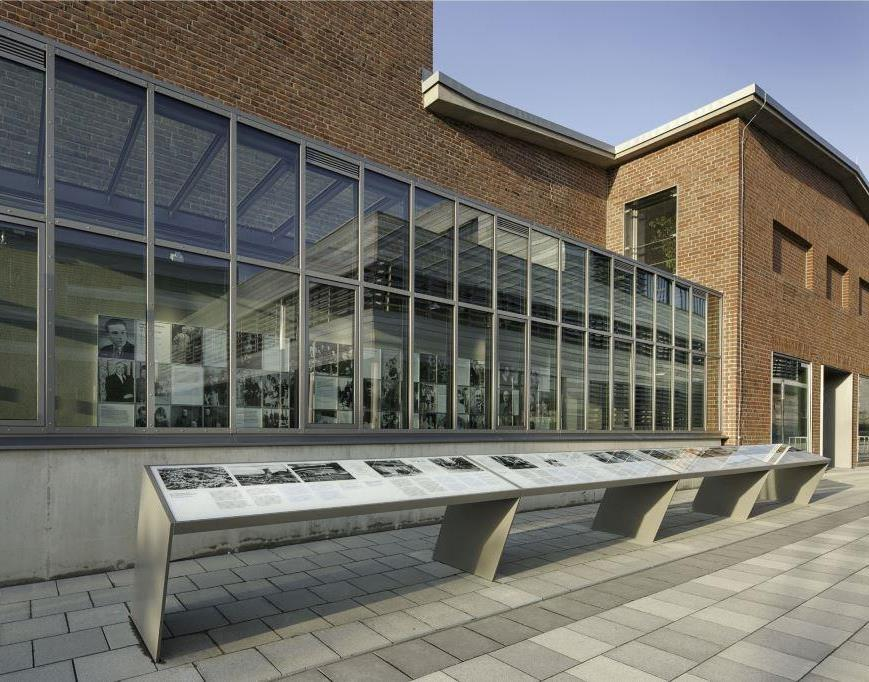
Erinnerungsort Alter Schlachthof, heute Bibliotheksgebäude HS Düsseldorf

Am 18. Februar 2016 wurde im Eingangsbereich der erhaltenen Großviehmarkthalle des früheren Düsseldorfer Schlacht- und Viehhofes, in der sich heute die Hochschulbibliothek der Hochschule Düsseldorf befindet, der Erinnerungsort Alter Schlachthof eröffnet. Der Erinnerungsort dokumentiert die Verbrechen der Deportationen und erinnert an die fast 6.000 jüdischen Männer, Frauen und Kinder aus dem gesamten Regierungsbezirk Düsseldorf, die in insgesamt sieben Deportationen zwischen Oktober 1941 und September 1944 in die Ghettos und KZ im besetzten Osteuropa verschleppt wurden. Der Düsseldorfer Schlachthof war die zentrale Deportationssammelstelle für die jüdische Bevölkerung des gesamten Regierungsbezirkes. Der Erinnerungsort wurde von Angehörigen der Hochschule Düsseldorf konzipiert und realisiert. Seine Entstehung wurde von einem „Runden Tisch“ begleitet und von zahlreichen Unterstützern gefördert.

## Erinnerungszeichen an die fünf Düsseldorfer KZ-Außenlager (2017)
Die einheitlich gestalteten Erinnerungszeichen an die fünf Düsseldorfer KZ-Außenlager, ein Projekt der Mahn- und Gedenkstätte Düsseldorf, wurde von Düsseldorfer Schulen mit Aufarbeitung je eines Lagers aus den betroffenen fünf Stadtbezirken unterstützt.

## Gedenkstein auf dem Nordfriedhof

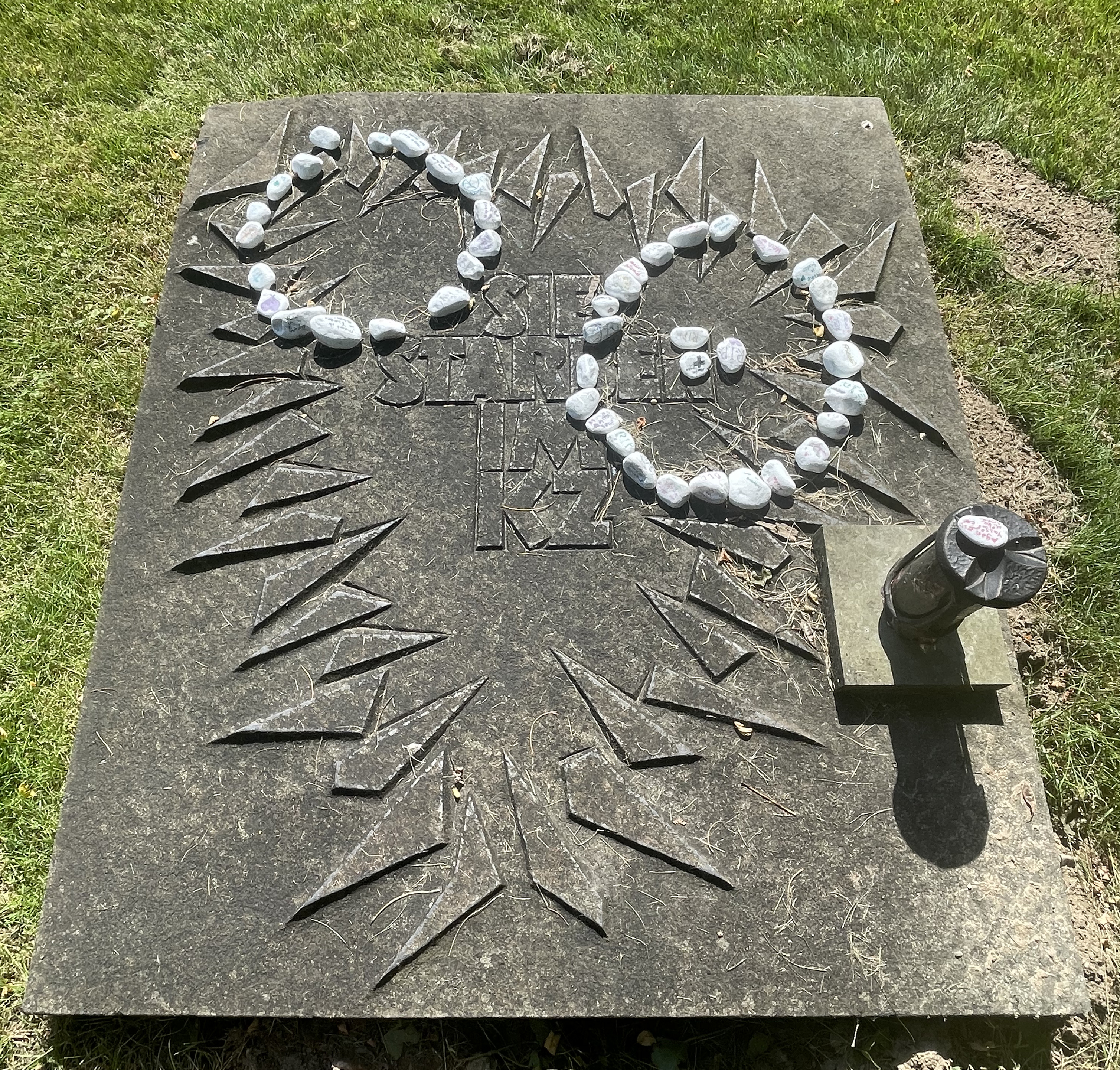
Gedenkstein „SIE STARBEN IM KZ“, Nordfriedhof Düsseldorf

Auf dem Nordfriedhof, dem Areal der gefallenen des Zweiten Weltkrieges, liegt am Rande des enormen Rasenfelds, das mit in Linien verlegten Grabsteinen, ein Gedenkstein in Erinnerung an die Verstorbenen und Ermordeten in den Konzentrationslagern, in Stein gehauen „SIE STARBEN IM KZ“.